# Enköping (Gemeinde)
Koordinaten: 59° 38′ N, 17° 6′ O

Enköping ist eine Gemeinde (schwedisch kommun) in der schwedischen Provinz Uppsala län und der historischen Provinz Uppland. Der Hauptort der Gemeinde ist Enköping.

## Geographie
Die Gemeinde liegt am nördlichen Ufer des Mälaren. Durch sie führt die Europastraße 18 von Stockholm nach Västerås.

## Geschichte
In der Nähe des Hauptortes gibt es eine sehr gut erhaltene Felszeichnungen aus der Bronzezeit.

## Wappen
Beschreibung: In Blau vier goldene Lilien als Kreuz gestellt.

## Größere Orte

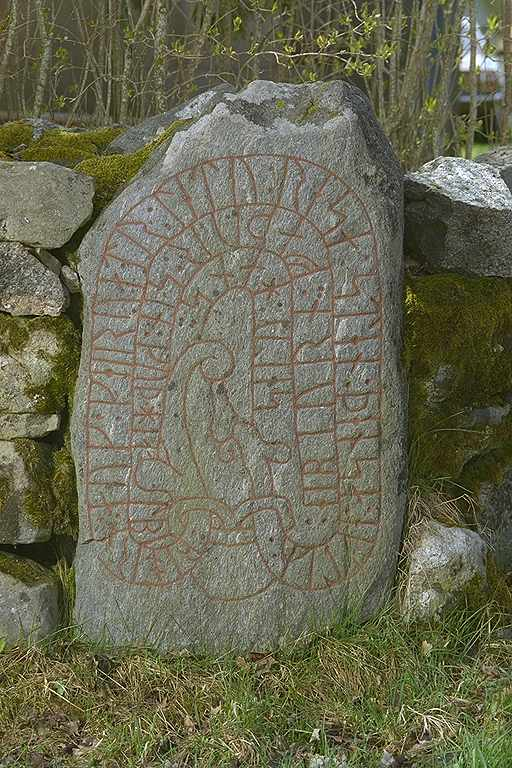
Der Hummelstasten Nä 11 ist ein Runenstein in Hummelsta

| - Ådalen-Högsberga - Enköping - Fjärdhundra - Grillby - Hummelsta - Örsundsbro - Lillkyrka - Haga - Ekolsund - Fröslunda | - Gästre - Hjälstaby-Vängsta - Kolarvik - Korsbacken - Märsön - Skolsta - Svinnegarn - Säva - Tibble-Lundby |  |

## Sehenswürdigkeiten

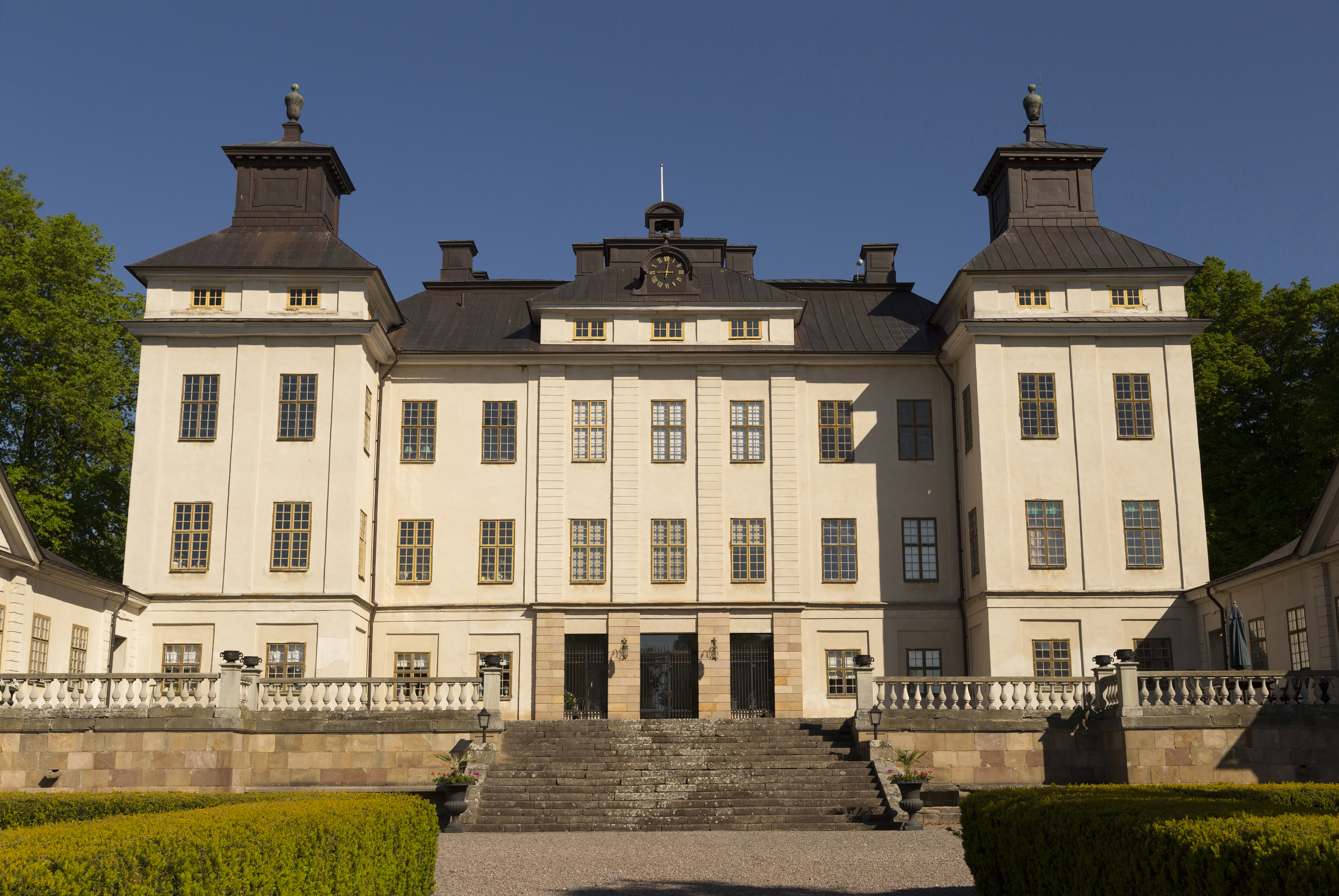
Schloss Sjöö

- Schloss Sjöö